# Turó d'Esperanius
El Turó d'Esperanius és una muntanya de 730 metres que es troba al municipi de Bellprat, a la comarca de l'Anoia.